# Leptothorax obturator
Leptothorax obturator är en myrart som beskrevs av Wheeler 1903. Leptothorax obturator ingår i släktet smalmyror, och familjen myror. Inga underarter finns listade i Catalogue of Life.